# Ilbesheim bei Landau in der Pfalz

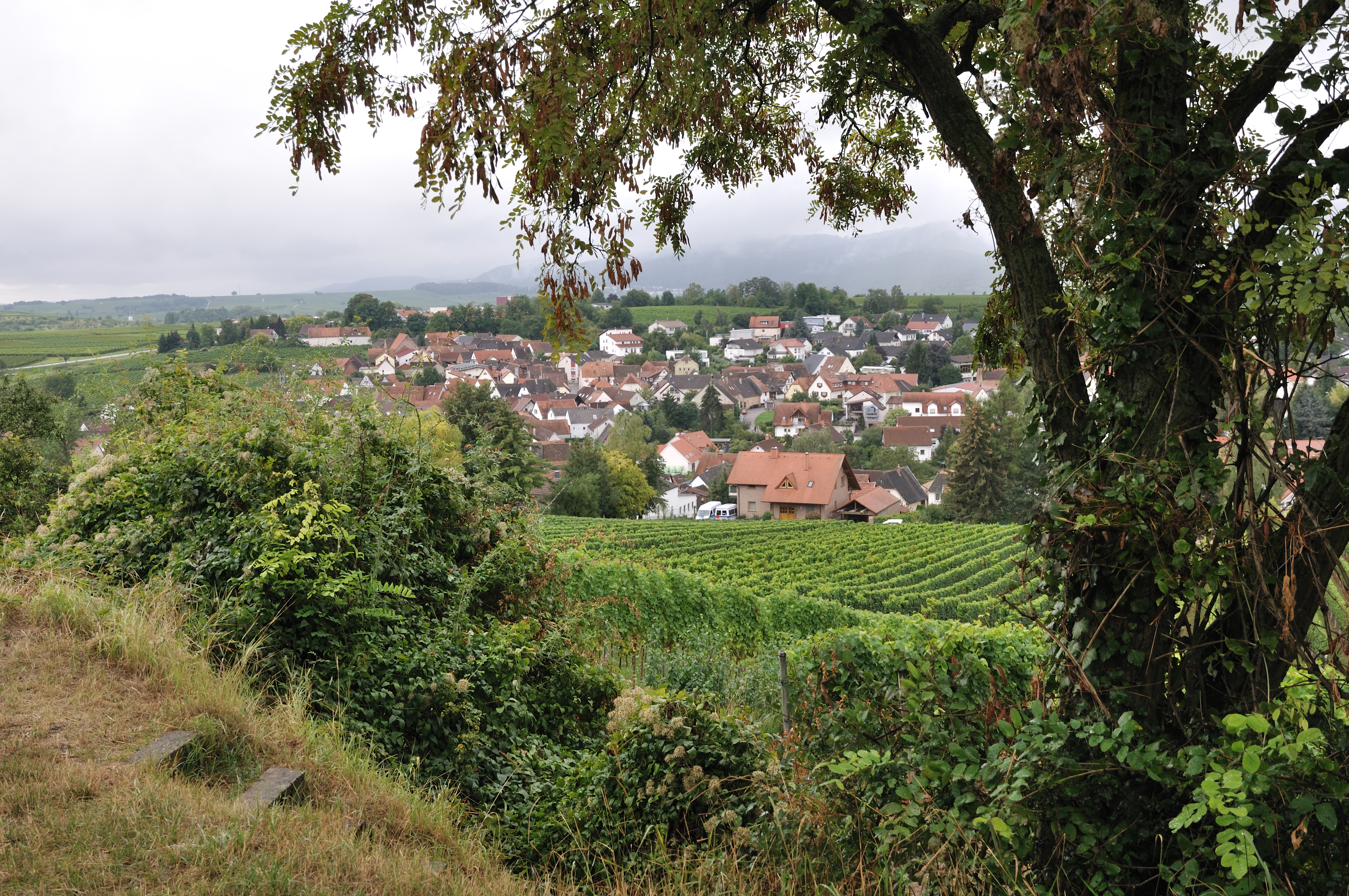
Ortsbild von Ilbesheim

Ilbesheim bei Landau in der Pfalz ist eine Ortsgemeinde im Landkreis Südliche Weinstraße in Rheinland-Pfalz. Sie gehört zur Verbandsgemeinde Landau-Land.

## Geographie

### Lage
Ilbesheim liegt südwestlich von Landau in der Pfalz am Haardtrand, alternativ Region Weinstraße genannt, sowie dessen Untereinheit Oberhaardt. Die betreffende Obereinheit stellt das Nördliche Oberrheintiefland dar. Nachbargemeinden sind – im Uhrzeigersinn – Landau in der Pfalz, Göcklingen, Eschbach und Leinsweiler.
Im Wasgau, wie der Südteil des Pfälzerwaldes auch genannt wird, besitzt die Gemeinde eine unbewohnte Waldexklave, den Ilbesheimer Wald. Diese grenzt – einschließlich anderer Exklaven – an Leinsweiler, Wollmesheimer Wald (Teil von Landau in der Pfalz), Waldhambach, Waldrohrbach und Annweiler am Trifels.

### Erhebungen und Gewässer
Nordöstlich des Siedlungsgebiets an der Gemarkungsgrenze zu Landau erhebt sich die Kleine Kalmit, eine der Haardt vorgelagerten Erhebung. Der Birnbach fließt in West-Ost-Richtung  durch den Ort. Auf der Waldexklave erhebt sich der 512,7 Meter hohe Wetterberg; dort entspringt der Wolfsbach.

## Geschichte
Am 7. November 1704 wurde im Hauptquartier der kaiserlichen Truppen zu Ilbesheim vor Landau in der Pfalz der Ilbesheimer Vertrag als Kapitulationsvertrag durch den Vertreter der Kurfürstin Therese Kunigunde, den Hofkammerdirektor und Geheimsekretär Johann Sebald Neusönner, und die Vertreter des Kaisers Leopold I. unterzeichnet. Durch ihn wurden die Kriegshandlungen im Rahmen des Spanischen Erbfolgekrieges in Süddeutschland beendet.
Von 1798 bis 1814, als die Pfalz ein Teil der Französischen Republik (bis 1804) und anschließend  ein Teil des Napoleonischen Kaiserreichs war, war Ilbesheim zunächst in den Kanton Billigheim und ab 1802 in den Kanton Bergzabern eingegliedert. 1815 wurde der Ort Österreich zugeschlagen. Bereits ein Jahr später wechselte der Ort in das Königreich Bayern. Ein Jahr später folgte der Wechsel in den Kanton Landau. Von 1818 bis 1862 gehörte Ilbesheim zum Landkommissariat Landau; aus diesem ging anschließend das Bezirksamt Landau hervor.
Ab 1939 war der Ort ein Bestandteil des Landkreises Landau in der Pfalz. Nach dem Zweiten Weltkrieg wurde Ilbesheim innerhalb der französischen Besatzungszone ein Teil des damals neu gebildeten Landes Rheinland-Pfalz. Im Zuge der ersten rheinland-pfälzischen Verwaltungsreform wechselte Ilbesheim am 7. Juni 1969 in den neu geschaffenen Landkreis Landau-Bad Bergzabern, der 1978 in Landkreis Südliche Weinstraße umbenannt wurde. 1972 wurde die Gemeinde der ebenfalls neu gebildeten Verbandsgemeinde Landau-Land zugeordnet.

### Konfessionsstatistik
Am Ende des Jahres 2013 waren 50 % der Einwohner evangelisch und 25,7 % katholisch. Die übrigen 24,3 % gehörten einer anderen Glaubensgemeinschaft an oder waren konfessionslos. Derzeit (Stand 30. November 2022) sind von den Einwohnern 41,5 % Protestanten, 23,3 % Katholiken und 35,2 % haben entweder eine andere oder gar keine Religionszugehörigkeit.

### Christentum
Die Katholiken gehören zum Bistum Speyer und unterstehen dort dem Dekanat Landau, die Evangelischen zur Protestantischen Landeskirche der Pfalz.

## Politik
Bei Bundestagswahlen gehört die Gemeinde seit 1965 zum Wahlkreis Südpfalz (bis 1983: Wahlkreis Landau).

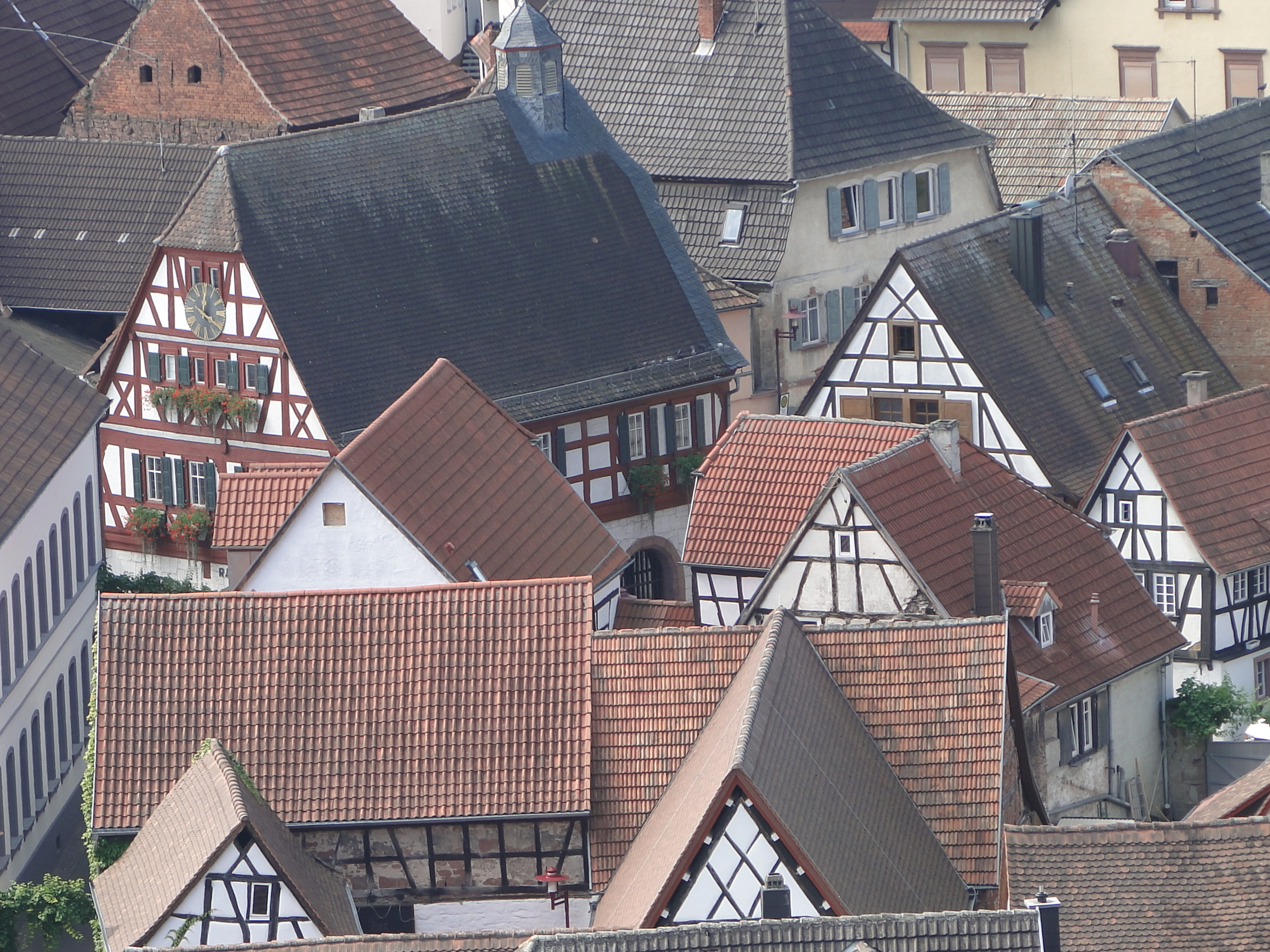
Blick auf das alte Rathaus und das Zentrum von Ilbesheim

### Gemeinderat
Der Gemeinderat in Ilbesheim besteht aus 16 Ratsmitgliedern, die bei der Kommunalwahl am 9. Juni 2024 in einer personalisierten Verhältniswahl gewählt wurden, und dem ehrenamtlichen Ortsbürgermeister als Vorsitzendem.
Die Sitzverteilung im Gemeinderat:
| Wahl | SPD | CDU | Grüne | FWG | UBI | Gesamt   |
| ---- | --- | --- | ----- | --- | --- | -------- |
| 2024 | 4   | 3   | 2     | 7   | —   | 16 Sitze |
| 2019 | 4   | 4   | 3     | 5   | —   | 16 Sitze |
| 2014 | 3   | 5   | 2     | 6   | —   | 16 Sitze |
| 2009 | 3   | 4   | —     | 6   | 3   | 16 Sitze |
| 2004 | —   | 5   | —     | 6   | 5   | 16 Sitze |

- FWG = Freie Wählergruppe Ilbesheim e. V.

### Bürgermeister
Peter Jean (SPD) wurde am 14. August 2019 Ortsbürgermeister von Ilbesheim. Bei der Direktwahl am 26. Mai 2019 war er mit einem Stimmenanteil von 53,61 % gewählt worden. Bei der Direktwahl am 9. Juni 2024 wurde Jean als einziger Bewerber mit 65,9 % für weitere fünf Jahre in seinem Amt bestätigt.
Jeans Vorgänger Peter Hieb (FWG) hatte 2019 nach zehn Jahren im Amt nicht erneut kandidiert.

### Wappen
| Wappen von Ilbesheim bei Landau in der Pfalz | Blasonierung: „In Schwarz aus grünem Dreiberg wachsend ein rotbewehrter und -bezungter goldener Löwe.“                                                            |
| Wappen von Ilbesheim bei Landau in der Pfalz | Wappenbegründung: Es wurde 1931 vom Bayerischen Staatsministerium des Innern genehmigt und geht zurück auf ein Siegel, das mindestens seit 1606 in Benutzung war. |

## Kultur

### Kulturdenkmäler

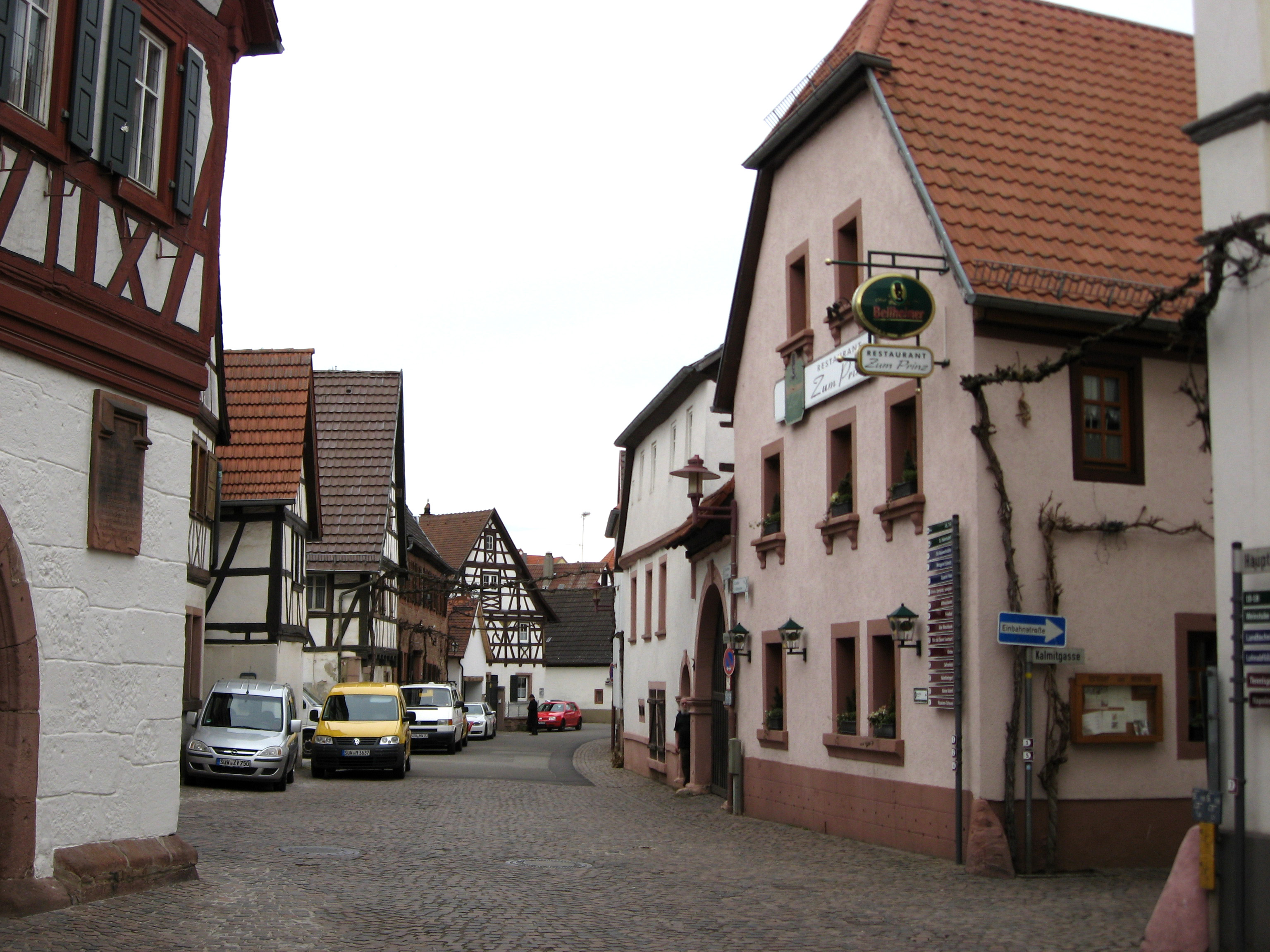
Denkmalzone Ortskern

Der Ortskern ist als Denkmalzone ausgewiesen; hinzu kommen zahlreiche Einzelobjekte, die unter Denkmalschutz stehen.

### Natur
Das größte Teil des Gemeindegebiets – einschließlich des Bereichs jenseits der Waldexklave – ist ein Bestandteil des Naturparks Pfälzerwald, der zum grenzüberschreitenden Biosphärenreservat Pfälzerwald-Vosges du Nord gehört. Die Naturschutzgebiete Kleine Kalmit und Haardtrand – Kirchholz erstrecken sich teilweise über das Gemeindegebiet.

## Infrastruktur

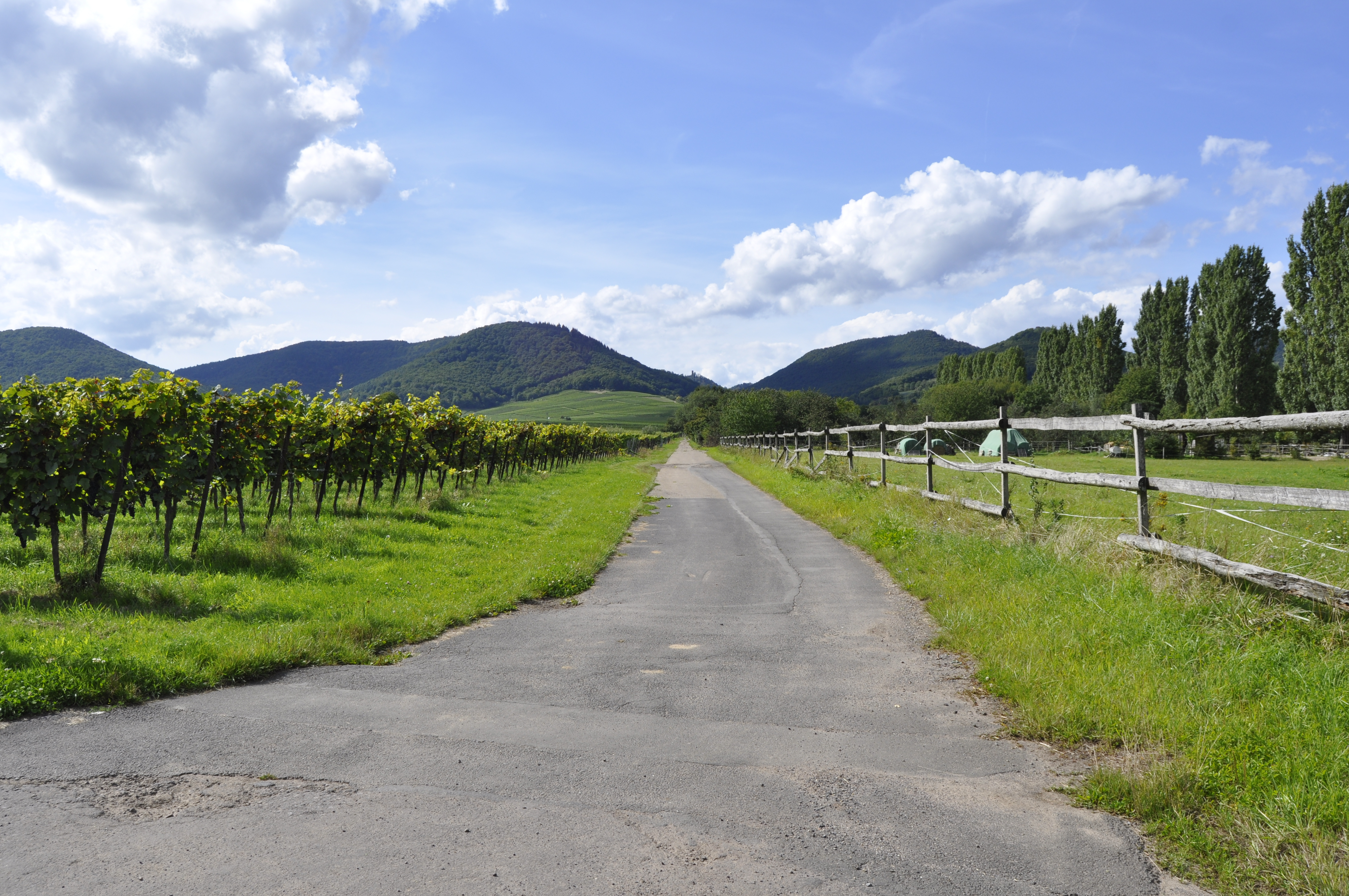
Weinberge auf der Gemarkung von Ilbesheim

### Wirtschaft
Ilbesheim ist ein Winzerort und als solcher ein Teil des Weinanbaugebiets Pfalz. Die mit Wein bepflanzte Fläche beträgt 462 ha. Vor Ort befinden sich die Einzellagen Rittersberg (402 ha) und Kalmit (60 ha) mit den Sublagen Westerberg, Kirchberg und Kalmit. Alle Lagen gehören zur Großlage Herrlich. Die Gemeinde ist Standort des Weinguts Kranz, das Mitglied im Verband Deutscher Prädikatsweingüter ist. Im Südwesten der Gemeinde ist die Winzergenossenschaft Deutsches Weintor angesiedelt.
Im Zuge der Haingeraide war Ilbesheim an der Rothenburger Geraide beteiligt, die in der frühen Neuzeit aufgelöst und die teilweise der Gemeinde unterstellt wurde. An der Kleinen Kalmit auf Ilbesheimer Gemarkung befindet sich der letzte kleine Safrananbau innerhalb der Pfalz. Über den Safrananbau von Ilbesheim berichtete bereits Hieronymus Bock in seinem New Kreutterbuch von 1539.

### Verkehr
Die Landesstraße 509 streift den südlichen Rand des Siedlungsgebiets. Westlich davon verläuft die Kreisstraße 20, die von Mörzheim nach Arzheim führt. Die Kreisstraße 48 stellt eine Verbindung nach Leinsweiler her.
Der Ort ist mit der Buslinie 530 und 531 des Verkehrsverbundes Rhein-Neckar an das Nahverkehrsnetz angebunden. In östliche Richtung führen beide nach Landau in der Pfalz. Die Linie 530 verbindet Ilbesheim mit Annweiler am Trifels, die Linie 531 mit Leinsweiler und Ranschbach; beide werden von der Queichtal Nahverkehrsgesellschaft (QNV) betrieben.

### Bildung
Die Ortsgemeinde ist Standort einer Grundschule.

### Tourismus
Durch die Gemeinde verläuft die Südroute der Pfälzer Jakobswege und durch den Westen der Gemarkung die Deutsche Weinstraße sowie der Pfälzer Mandelpfad. Durch die Waldexklave führen der Themenweg Pfälzer Keschdeweg und der zu den Saar-Rhein Wanderwegen zählende Weg mit der Kennzeichnung Schwarzer Punkt auf weißem Balken, der von Saarbrücken bis nach Rülzheim führt.

## Persönlichkeiten

### Ehrenbürger
- Ludwig Joachim

### Söhne und Töchter der Gemeinde
- Wilhelm Hornberger (1819–1882), Bildhauer, Schüler von Ludwig Schwanthaler
- August Zinn (1825–1897), Mediziner und Politiker
- Johannes Hoffmann (1867–1930), Politiker (SPD), bayerischer Ministerpräsident und Reichstagsmitglied
- Adolf Doerner (1892–1964), Maler
- Walter Müller (1918–1988), Politiker (SPD, parteilos), Landtagsabgeordneter in Rheinland-Pfalz

### Personen die vor Ort gewirkt haben
- Johann Karl Baumann (~1714–1794), pfalz-zweibrückischer Orgelbauer, Erbauer der Orgel in der örtlichen Kirche